# Motore Lancia 6V Aurelia
Il Motore Lancia V6 Aurelia è un propulsore a benzina prodotto dalla casa automobilistica torinese dal 1950 al 1970. Tecnicamente all'avanguardia in quegli anni, era caratterizzato da una architettura con 6 cilindri disposti a V con un angolo di 60° tra le bancate, e fu coperto da brevetto Lancia.
È stato progettato in occasione del lancio della Aurelia e successivamente utilizzato nelle sue evoluzioni anche sulla Flaminia.
Le vetture Lancia equipaggiate con questo motore hanno gareggiato nelle competizioni sportive nelle categorie Turismo, Gran Turismo e Sport ottenendo risultati di notevole rilievo.

## Storia e caratteristiche

La prima immagine, diffusa nel 1950, dell'Aurelia B 10 berlina

Nel novembre del 1943 la Lancia riporta a Torino la Direzione tecnica (affidata all'ing. Giuseppe Vaccarino) e la Direzione esperienze (di cui è a capo Vittorio Jano), che erano state prudenzialmente trasferite a Padova: saranno proprio i due grandi tecnici, affiancati dal giovane ing. Francesco De Virgilio (capo del servizio studi speciali e brevetti) ad elaborare studi e progetti che porteranno alla definizione delle caratteristiche tecniche del modello B10, successivamente battezzato Aurelia. Pare che l'idea di un propulsore a 6 cilindri a V sia sorta nella mente dell'ing. De Virgilio sin dalla fine del 1943. Dopo i primi studi, il giovane tecnico si persuade che la necessaria equilibratura può essere ottenuta se l'angolo della V è compreso tra i 40° e gli 80°. Per testare la validità di questa teoria, viene utilizzato un motore ad 8 cilindri a V di 40° circa che era stato costruito nel 1941-42, al quale vengono tolti due cilindri e trasformato quindi in un 6 cilindri. Qualche tempo dopo, viene provato un nuovo propulsore in cui la V dei cilindri viene portata da 40° a 60°: finita la guerra, esso costituisce la base di studio per la realizzazione di quello definitivo destinato ad essere installato sulla nuova Aprilia (ancora non si ipotizza un vero modello del tutto nuovo).
In questa fase, il nuovo motore (tipo 538) ha una apertura dei cilindri di 45° (limite massimo per contenere l'ingombro e consentirne il montaggio nell'Aprilia), un solo albero a camme ed una cilindrata di 1568,89 cm³ (alesaggio mm 68, corsa mm 72): esso viene installato su alcune berline (Aprilia per l'appunto) per i collaudi su strada, che si protraggono per circa tre anni, dal 1945 ai primi mesi del 1948. In quel triennio, vengono anche testati motori con cilindrate inferiori, tra cui uno quadro con alesaggio e corsa di mm 68 (cmc 1481,73), ma l'unità motrice che dà le maggiori soddisfazioni è proprio quella di 1569 cm³, che riesce ad erogare potenze di tutto rispetto (il limite massimo raggiunto è di 62 CV a 4500 giri.
Nel 1948, Gianni Lancia, ormai direttore generale, rompe gli indugi: da una parte accantona l'idea di proseguire sulla strada del prototipo A10 a motore centrale-posteriore (perché ritenuto troppo costoso da costruire), dall'altra è convinto che il semplice aggiornamento dell'Aprilia non sia sufficiente al rilancio aziendale, per cui decide il varo di un modello completamente nuovo che rientri però nello schema Lancia classico. Nel frattempo la direzione tecnica è nelle mani di Jano, che, assieme a De Virgilio (che nel 1947 ha sposato Rita Lancia, nipote di Vincenzo Lancia), costruisce un secondo propulsore sperimentale, sempre di 1569 cm³ ma con apertura di 50° (sarà il B10 primo tipo).
Il motore definitivo viene realizzato nel 1949; l'angolo di apertura della V viene aumentato a 60° (un valore che garantisce un'ottima equilibratura del 6 cilindri, come confermano alcuni test effettuati al Politecnico di Torino dal prof. Capetti), la cilindrata viene portata a cmc 1754,90 (incrementando sia la misura dell'alesaggio, da mm 68 a mm 70, sia il valore della corsa, da mm 72 a mm 76). Il blocco è in lega leggera con canne cilindri in ghisa, l'albero di distribuzione è unico, comandato da una catena doppia, a rulli (mantenuta in tensione da un tendicatena idraulico, secondo uno dei tanti particolari tecnici coperti da brevetto Lancia). L'impianto di raffreddamento, ad acqua con pompa (circolazione forzata) è regolato da due termostati, uno posto sulla tubazione (che regola la circolazione dell'acqua) e l'altro posizionato sul radiatore (per comandare la persiana regolatrice della portata dell'aria). La potenza di questa unità motrice non è molto elevata (56 CV totali, corrispondenti a 32 CV/litro scarsi), al pari del valore del rapporto di compressione (6,85:1) e del regime di rotazione (la potenza massima è erogata a 4.000 giri/minuto, ma il motore può ruotare fino a 4.500-4.700 giri/minuto). Notevole l'elasticità di marcia, grazie al valore della coppia motrice massima (10,8 kgm ad un regime di rotazione compreso tra 2.500 e 3.000 giri/minuto).